# Один из них
«Один из них» (англ. One of Them) — 39-й эпизод телесериала «Остаться в живых» и 14-й во втором сезоне. Сценарий написали Деймон Линделоф и Карлтон Кьюз, режиссёром стал Стивен Уильямс. Премьера эпизода состоялась 15 февраля 2006 года на канале ABC. В третий раз за сериал центральным персонажем становится Саид Джарра (Навин Эндрюс). В этом эпизоде выжившие встречают и допрашивают Генри Гейла (Майкл Эмерсон), человека, которого они считают одним из «Других».

## Сюжет

### Воспоминания
1991 год, война в Персидском заливе идёт полным ходом. Иракский солдат Саид вместе с однополчанами сжигает документы. Не все это делают, но когда командир Саида приказывает им продолжать это делать, в этот момент врываются американские солдаты. Саид пытается соврать им, говоря, что их командир бросил их, но американский солдат, Сэм Остин (отчим Кейт) не верит ему.
Саида держат в плену американцы, которые нашли его командира. Два вышестоящих военных просят Саида действовать как переводчик, чтобы узнать у его командира о местонахождении пленённого американского пилота. Говоря на своём языке, который не понимают американцы, командир Саида приказывает ему схватить пистолет американца и убить столько американских солдат, сколько сможет, но Саид отказывается. Остин понимает, что они не смогут получить информацию, и он вызывает следующего человека, агента DIA Келвина Инмана (Клэнси Браун). Он приказывает Саиду пытать иракского офицера. Сначала Саид отказывается от этого, но соглашается на это после того, как агент показал ему видео семьи Саида, которую отравили газом по приказу офицера. Но во время допроса офицера Саид узнаёт, что уже слишком поздно, поскольку пилот уже был казнён. Американцы в конечном счёте освобождают Саида. В грузовике отчим Кейт спрашивает Саида: «У тебя есть жена, дети?», на что Саид отрицательно качает головой. Командир, спросивший его, смотрит на фото, на котором изображена молодая Кейт. Инман говорит ему, что наступит день, когда Саиду понадобится от кого-то информация, и теперь он знает как получить её. Он оказывается свободно говорит на арабском, что шокирует Саида. Однако Саид клянётся больше никогда никого не пытать. Прежде чем уйти, Инман даёт ему несколько сотен американских долларов на «автобус до Рамади».

### События
На острове Ана-Люсия Кортес (Мишель Родригес) отводит Саида в джунгли, и он говорит ей вернуться обратно, когда он видит Даниэль Руссо (Мира Фурлан), которая говорит ему, что она искала его. Даниэль просит Саида идти за ней, но он не доверяет ей, поскольку, когда они в последний раз виделись, она устроила диверсию и украла малыша Клэр. Она даёт ему своё ружьё как символ доверия.
Даниэль отводит Саида к пойманному ей человеку, который висит на дереве в ловушке. Она говорит Саиду не отпускать его, так как она считает, что он «один из них». Человек представляется Генри Гейлом из Миннесоты. Игнорируя предупреждение Даниэль, Саид освобождает мужчину, и когда он пытается сбежать, Даниэль стреляет ему в спину из арбалета. Когда Саид отмечает, что она чуть не убила его, Даниэль отвечает, что если бы она хотела убить пленника, то она давно бы уже это сделала.
Саид относит раненного Генри Гейла в бункер и говорит Джону Локку (Терри О'Куинн), что ему нужно поговорить с Генри. Генри утверждает, что он и его жена были на воздушном шаре, который упал на остров четыре месяца назад. Джек Шепард (Мэттью Фокс) вмешивается в разговор и замечает Генри. Саид объясняет, что ему не оказали помощь потому, что они хотели узнать как можно больше о нём, пока он был всё ещё раненым. Джек прерывает их действия и вытаскивает стрелу из него, но Саид говорит Джеку не развязывать Генри. Саид просит Локка сменить комбинацию замка, чтобы он смог добыть больше информации, пытая Генри в оружейной комнате. Саид говорит Джеку посадить его в оружейную, чтобы никто не видел его. Туда Саид входит вместе с Генри и закрывает дверь за ним.
Саид допрашивает Генри, который говорит, что он и его жена, Дженнифер, были на воздушном шаре, пересекая Тихий океан, когда они упали четыре или более месяцев назад на северном берегу. Он сказал, что он был богатым, потому что он владел компанией, которая добывала нерудные полезные ископаемые. Саид замечает это и начинает расспрашивать о его использовании прошедшего времени. Генри признаёт, что он начал думать о своей жизни во внешнем мире в прошедшем времени. Он говорит, что он и его жена познакомились в Миннесотском университете. После того, как они упали на остров, Генри утверждает, что его жена заболела. Всё началось с лихорадки, перешедшей в бред и в конечном счёте всё привело к её смерти. Он описывает свой воздушный шар и говорит, что он выкопал могилу своей жены рядом с местом, где они упали. Саид продолжает с расспрашиванием и хватает один из пальцев Генри, удерживая его плоскогубцами. Он продолжает расспрашивать более яростно, угрожая сломать палец Генри.
Между тем Сойеру (Джош Холлоуэй) не удаётся поспать из-за щебечущего шума, доносящегося из джунглей. Он просит Джина Квона (Дэниел Дэ Ким) помочь ему найти источник шума, но Джин игнорирует его, так что Сойер вынужден сам отправиться в джунгли. Во время поисков звука он обнаруживает Хёрли (Хорхе Гарсиа), который ест продукты из бункера, спрятанные в своей заначке. Хёрли говорит Сойеру, что этот звук исходит от древесной лягушки. Сойер шантажирует Хёрли, говоря, что он никому не расскажет, что у Хёрли есть тайная заначка с едой, если он поможет ему отследить лягушку. Пока они ищут её, Сойер делает грубые замечания по поводу веса Хёрли, и Хёрли решает вернуться и оставить Сойера одного искать лягушку, говоря, что хотя он (Хёрли) и украл еду, люди всё равно любят его, в отличие от Сойера. Затем Сойер извиняется и убеждает Хёрли продолжить поиски. Они в конечном счёте находят лягушку, и когда Хёрли предлагает унести её куда подальше, Сойер внезапно убивает лягушку, сжав её в руке.
Саид продолжает расспрашивать Генри, но ему не удаётся ответить на конкретные детали о захоронении своей жены. Саид считает, что он врёт по поводу своей личности, утверждая, что он бы знал каждую деталь о выкапывании могилы своей жены. Генри затем понимает, что он потерял кого-то близкого ему на острове. Саид избивает Генри, а Джек и Локк слышат это снаружи. Джек просит Локка открыть дверь, применяя силу, и когда начинает звенеть таймер, он удерживает его, не давая ему ввести цифры в назначенное время. Джек говорит ему, что он отпустит Локка, если он откроет дверь. В таймере остаётся меньше минуты, и Локк соглашается с Джеком и он открывает дверь, а затем мчится к компьютеру. К тому моменту, как он открывает дверь, остаётся лишь десять секунд. Он в спешке печатает код, и когда таймер доходит до нуля, чёрные и белые цифры переходят на красные символы. Двое из них - египетские иероглифы, другие два - неизвестные символы, а второй квадрат слева ещё не остановился, когда камера переключается на Локка. Символы сопровождаются громким звуком машины, звучащим как турбина воздушно-реактивного двигателя. Локк наконец нажимает на кнопку «Выполнить», после чего таймер сбрасывается до 108 и звук затихает. Между тем Джек врываются в оружейную и останавливает разъярённого Саида, который несколько раз кричит «Он лжёт!» Они запирают окровавленного Генри в оружейной. Джек напоминает Саиду о том, как Даниэль пытала его, поскольку считала, что Саид был «другим». Локк прибывает и соглашается с Джеком, заявив: «Для Руссо, мы все „другие“».
Саид вернулся на пляж и говорит с Чарли о том, что произошло в бункере. Саид думает, что Генри «Другой», поскольку он не чувствовал вины, когда он пытал его. Он утверждает, что Джек и Локк не поймут это чувство, потому что они забыли, что с ними сделали Другие. Он спрашивает Чарли, помнит ли он то, как Другие повесили его на дереве и похитили Клэр. Он говорит, что Другие беспощадны. Затем он просто спрашивает Чарли, забыл ли он, что с ним сделали Другие.

## Производство
В 2001 году Майкл Эмерсон выиграл премию «Эмми» за свою приглашённую роль серийного убийцы Уильяма Хинкса в сериале «Практика». Продюсерам «Остаться в живых» понравилась его работа в «Практике», поэтому они были заинтересованы в том, чтобы позвать Эмерсона на роль «Генри Гейла», так как они считали, что он хорошо впишется в персонажа. Эмерсон изначально подписал контракт на то, чтобы появиться лишь в трёх эпизодах «Остаться в живых». Позже продюсеры снова заключили с ним контракт, но на этот раз на пять эпизодов, а ещё позже он стал членом основного актёрского состава в третьем сезоне.

## Реакция
Эпизод собрал у экранов 18,20 миллионов американских зрителей. Крис Каработт из IGN дал эпизоду 8,5 баллов из 10. LA Times поставил этот эпизод на 42 место в списке лучших эпизодов сериала.